# Leopold II de Toscana
Leopold II de Toscana (italià: Leopoldo II d'Asburgo-Lorena)  (Florència, 3 d'octubre de 1797 - Roma, 29 de gener de 1870) Arxiduc de la Casa d'Àustria que esdevingué gran duc de Toscana i cap de la branca cadet dels Àustria-Toscana.

## Biografia
Nascut a Florència el 3 d'octubre de 1797 essent fill del gran duc Ferran III de Toscana i de la princesa Lluïsa de Borbó-Dues Sicílies. El gran duc era net per via paterna de l'emperador Leopold II, emperador romanogermànic i la infanta Maria Lluïsa d'Espanya i per via materna del rei Ferran I de les Dues Sicílies i l'arxiduquessa Maria Carolina d'Àustria.
Casat en primeres núpcies amb la princesa Maria Anna de Saxònia. Maria Anna va morir a Pisa el 24 d'abril de 1832. Amb ella va tenir tres filles:
- SAR l'arxiduquessa Maria Carolina d'Àustria-Toscana, nascuda a Florència el 1822 i morta també a Florència el 1841.

- SAR l'arxiduquessa Augusta d'Àustria-Toscana, nascuda a Florència el 1825 i morta a Múnic el 1864. Es casà amb el príncep Leopold de Baviera.

- SAR l'arxiduquessa Maria Maximiliana d'Àustria-Toscana, nascuda a Florència el 1827 i morta el 1831.

El 7 de juny de 1833, a Nàpols, Leopold es va casar amb Maria Antonieta de Borbó-Dues Sicílies. La seva nova esposa va ser la segona filla de Francesc I de les Dues Sicílies i Maria Isabel d'Espanya. Maria Antonieta va ser la seva primera cosina. Van tenir deu fills:
- SAR l'arxiduquessa Maria Isabel d'Àustria-Toscana, nascuda a Florència el 1834 i morta el 1901 a Bürgenstock, prop de Lucerna. Es casà amb el príncep Francesc de Borbó-Dues Sicílies, comte de Trapi.

- SM el gran duc Ferran IV de Toscana, nascut el 1835 a Florència i mort el 1905 a Salzburg. Es casà amb la princesa Anna de Saxònia i després amb la princesa Alícia de Borbó-Parma.

- SAR l'arxiduquessa Maria Teresa d'Àustria-Toscana, nascuda a Florència el 1836 i morta el 1838.

- SAR l'arxiduquessa Maria Cristina d'Àustria-Toscana, nascuda a Florència el 1838 i morta el 1849.

- SAR l'arxiduc Carles Salvador d'Àustria-Toscana, nascut a Florència el 1839 i mort a Viena el 1892. Es casà amb la princesa Immaculada de Borbó-Dues Sicílies el 1861 a Roma.

- SAR l'arxiduquessa Maria Anna d'Àustria-Toscana, nascuda a Florència el 1840 i morta el 1841.

- SAR l'arxiduc Rainier d'Àustria-Toscana, nascut el 1842 a Florència i mort el 1844

- SAR l'arxiduquessa Maria Lluïsa d'Àustria-Toscana, nascuda a Florència el 1845 i morta el 1917 a Hanau (Alemanya). Es casà amb el príncep Carles d'Isenburg-Büdingen.

- SAR l'arxiduc Lluís Salvador d'Àustria-Toscana, nascut a Florència el 1847 i mort al castell de Brandeis a la República Txeca el 1915.

- SAR l'arxiduc Joan d'Àustria-Toscana, nat a Florència el 1852 i presumptuosament mort afogat al mar el 1890. Es defensà la teoria que havia sobreviscut i s'havia establert a la Patagònia.

L'any 1824 Leopold rebé la Corona de la Toscana erigint-se com a gran duc de l'Estat italià. Malgrat que no trencà amb els vincles històrics i polítics que l'unien amb Àustria, el sistema de govern de Leopold era diametralment oposat. De caràcter filoliberal, atorgà una constitució liberal a la Toscana i fou sense cap mena de dubte el més liberal dels monarques italians contemporanis.
Amb la Revolució de 1848, Leopold participà activament amb la guerra contra Àustria tal com li era sol·licitat des de la població. En el discurs de comiat de les tropes feu un discurs liberal i netament a favor d'Itàlia: Soldats, la santa causa de la lliberta d'Itàlia està essent decidida avui als camps de la Llombardia. Ja els milanesos han decidit lluitat per la seva llibertat amb la seva sang i amb el seu heroisme del qual la història ofereix molts exemples. Honor a les armes d'Itàlia! Llarga vida a la Itàlia independent!.
Les eleccions de la tardor de 1848 van donar una majoria revolucionària. La nova cambra pretengué crear un nou regne a la Itàlia central amb Leopold al capdavant. Però Leopold espantat per l'agitació revolucionària a la Toscana i encoratjat pels èxits austríacs dels general Radetzky, va pactar amb els austríacs una intervenció militar a la Toscana.
Després d'un breu exili de Leopold a Gaeta, els austríacs entraren a Florència i Leopold decidí tornar a la Toscana. L'any 1850 se signà un tractat de pau amb Àustria en què s'establia un contingent de 10.000 soldats austríacs establerts de forma indefinida a la Toscana.
La repressió vers els liberals s'inicià i poc després, l'any 1855, les tropes austríaques abandonaren la Toscana. L'any 1859 amb la declaració de guerra entre Àustria i Piemont, la Toscana envià un contingent de soldats a lluitar al costat dels piemontesos. Aviat, però, les reivindicacions italianistes entraren a Florència i el 27 d'abril de 1859 el Gran duc es refugià a Bolonya abdicant en favor del seu fill, que des de Dresden emeté una protesta per la situació de la Toscana.
L'any 1860 desapareixia el Gran Ducat de Toscana i Leopold s'establia definitivament a Àustria, on morí l'any 1870.